# Mata de Cuéllar
Mata de Cuéllar é um município da Espanha na província de Segóvia, comunidade autónoma de Castela e Leão, de área 20,08 km² com população de 313 habitantes (2006) e densidade populacional de 14,98 hab/km².

## Demografia
| Variação demográfica do município entre 1991 e 2004 | Variação demográfica do município entre 1991 e 2004 | Variação demográfica do município entre 1991 e 2004 | Variação demográfica do município entre 1991 e 2004 |
| --------------------------------------------------- | --------------------------------------------------- | --------------------------------------------------- | --------------------------------------------------- |
| 1991                                                | 1996                                                | 2001                                                | 2004                                                |
| 321                                                 | 331                                                 | 327                                                 | 301                                                 |